# MSN
MSN, estilizado msn, (abreviação de Microsoft Network) é um portal web e uma coleção de serviços e aplicativos de internet para Windows e dispositivos móveis, oferecidos pela Microsoft e lançados em 24 de agosto de 1995, com o lançamento do Windows 95.
Foi inicialmente um serviço online baseado em assinatura e acesso de linha discada, que mais tarde se tornou um provedor de serviços de Internet chamado MSN Dial-up. Ao mesmo tempo, a empresa lançou um novo portal web chamado Microsoft Internet Start e o definiu como a página inicial padrão do Internet Explorer, seu navegador. Em 1998, a Microsoft renomeou e transferiu este portal para o domínio www.msn.com, onde permanece até hoje.
Além do seu serviço original MSN Dial-up, a Microsoft utilizou a marca 'MSN' para uma ampla variedade de produtos e serviços ao longo dos anos, notavelmente o Hotmail (mais tarde Outlook.com), o Messenger (que foi sinônimo de 'MSN' no jargão da Internet e agora foi substituído pelo Skype), o seu mecanismo de busca na web, que agora é o Microsoft Bing, além de vários outros serviços renomeados e descontinuados.
O site recente e o conjunto de aplicativos oferecidos pelo MSN foram apresentados pela Microsoft pela primeira vez em 2014 como parte de um redesenho completo e relançamento. O MSN está sediado nos Estados Unidos e oferece versões internacionais do seu portal para dezenas de países ao redor do mundo.

## História
Em 1996 o MSN não conseguiu se firmar de fato como um grande provedor, ficando atrás de alguns que nem existem mais. Em 1997 a Microsoft faz uma grande campanha de marketing nos Estados Unidos e Europa angariando milhões de assinantes e colocando o MSN como sexto maior provedor nos Estados Unidos. Em 1998 esta campanha foi atrelada ao Windows 98⁣, mas não obteve tanto sucesso como no ano anterior. Em 1999 na Inglaterra o MSN inglês conquistara o posto de maior provedor da Europa. Foi também nessa época que o foco do MSN em todo o mundo muda para portais tendo inclusive uma filial inaugurada no Brasil em 2000.
Em 2001 inicia-se uma agressiva campanha de marketing para promover o MSN Messenger, que era apenas um clone do já conhecido ICQ. No Brasil essa campanha foi feita junto ao público jovem com comerciais na MTV e Jovem Pan. Em 2003 o programa da Microsoft já era o mais utilizado pelos internautas. Por esse grande sucesso, a sigla MSN é mais conhecida como o programa mensageiro. Em 2001 também foi introduzido o MSN Explorer que era apenas um browser baseado no Internet Explorer mais atraente ao público leigo e com fácil acesso aos serviços do portal MSN.com visando estimular seu uso. Apesar de ser incorporado no Windows XP até 2002, o MSN Explorer encontra-se atualmente abandonado.
Hoje o MSN ainda mantém grandes portais na Internet integrados pela tecnologia .Net Passport concentrando mais de vinte milhões de páginas. Através deste conglomerado de sites (que engloba tudo da Microsoft até seu site corporativo) a sigla ocupa o segundo posto em número de acessos nos Estados Unidos. Em 2002 a Microsoft tentou introduzir o MSN 8.0 como um software que englobasse acesso rápido e expandido a todos os seus serviços mediante a uma assinatura mas não obteve sucesso. Em 2003 a estratégia foi abandonada e o domínio MSN.com foi liberado para o serviço de e-mail gratuito Hotmail.
O último serviço lançado do portal MSN (The Microsoft Network) é o MSN Soapbox para rivalizar com o Youtube e prover acessos aos videos inseridos pelos próprios usuários. A maioria dos antigos serviços do MSN estão sendo transferidos para a marca Windows Live.
O MSN entrou no mercado português no início de novembro de 2007, como um complemento aos atuais portais em Portugal. Na edição portuguesa não existem janelas de pop-up e toda a publicidade fica num canto fixo, nas margens da página.
No "Ad Planner Top 1000 Sites", que registra os sites mais acessados do mundo, através do mecanismo de busca do Google, divulgado em junho de 2010, o msn.com aparece como 5º colocado, com 280 milhões de visitas e um alcance global de 18% registrados no mês de abril.

## Serviços históricos do MSN
- CarPoint - Compra e venda de veículos
- Cinemania - Portal de cinema
- MSN Encarta - Enciclopédia
- Expedia - Agência de viagens
- MSNBC - Serviço de notícias
- MSN Gaming Zone - Jogos online
- MSN Messenger - Comunicador instantâneo
- MSN Grupos - Comunidades virtuais
- MSN Soapbox - Compartilhador de vídeos
- MSN Spaces - Rede social e blogue
- Slate - Revista eletrônica
- The Plaza on MSN - Shopping